# Californiaviken

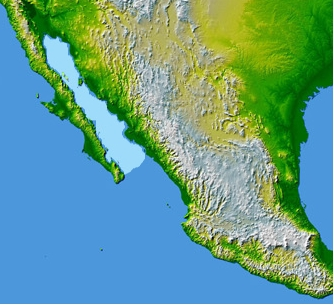
Californiaviken. Baja California avgränsar viken från Stilla havet.

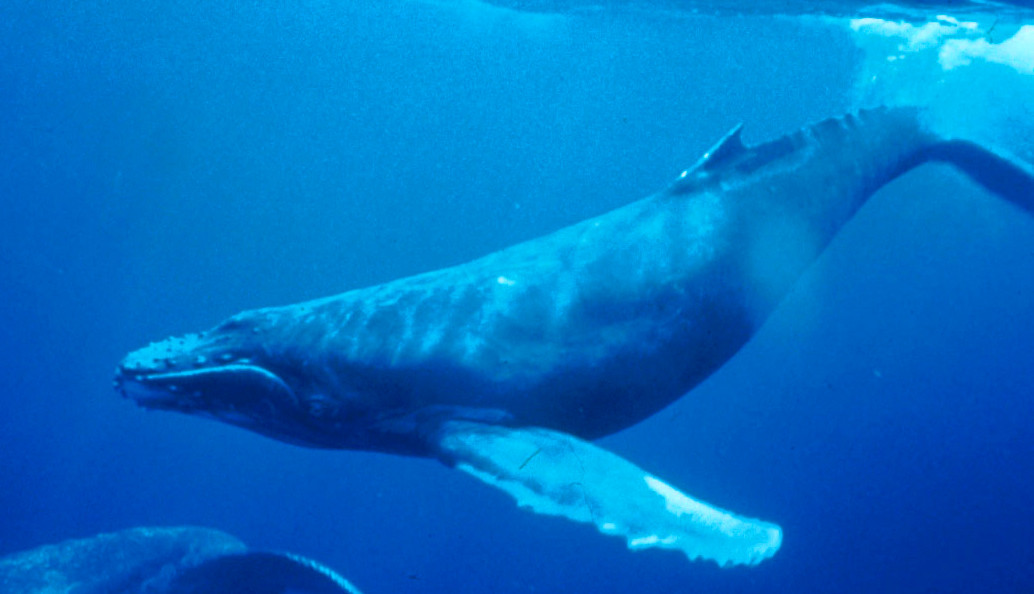
Knölval

Californiaviken eller Cortez hav (spanska: Golfo de California eller Mar de Cortés) är den havsvik som skiljer halvön Baja California från mexikanska fastlandet. Den omges av de mexikanska delstaterna Baja California, Baja California Sur, Sonora och Sinaloa. I viken finns åtskilliga öar; de största är Angel de la Guarda och Tiburón. Vikens mynning är relativt djup, som mest 3 300 meter. Den norra, övre delen är grundare. Nästan högst upp mynnar Coloradofloden ut i viken.
Viken är en del av den sprickbildning som sträcker sig från södra Stilla havet och genom Kalifornien. Den bildades för 5,3 miljoner år sedan, vilket möjliggjorde för Coloradofloden att tömma sig i havet. Enligt en teori ledde detta till bildandet av Grand Canyon. Viken uppkallades 1539 efter Hernán Cortés, av dennes underlydande Francisco de Ulloa. Ursprungligen trodde Ulloa att viken var ett sund med förbindelse till det mytiska Anian-sundet, som man trodde förband Stilla havet med Atlanten. År 1540 gjorde Melchior Díaz mer utförliga utforskningar av området, inklusive Coloradofloden.
Den smala havsviken har ett unikt och rikt ekosystem. Utöver många endemiska arter som bara finns i viken, vandrar flera stora havslevande djur in såsom knölval, manta (djävulsrocka) och havslädersköldpadda. Gråvalar vandrar varje år till viken för att leka, från Berings hav och trakterna därikring. Området har länge varit en magnet för sportfiskare, och har en lång historia av sportfiskeindustri. Flera av orterna runt viken lever till stor del på denna industri, exempelvis San Carlos, Cabo San Lucas, La Paz, Loreto, Guaymas och Mulegé. Området har också en gammal tradition av konventionell fiskeindustri. Fiskpopulationen anses av vissa källor vara så stabil att det till och med finns potential för ökat kommersiellt fiske, något som dock varierar avsevärt mellan olika arter. Förändringar i de omgivande landområdenas ekologi, såsom Coloradoflodens mycket minskade vattenflöde till viken på grund av dess användning som vattentäkt, har också försämrat fisket särskilt i vikens norra del.

## Temperatur
I genomsnitt är temperaturen i vattnet 16 °C under vintern och 24 °C under sommaren. Dock är variationen i temperatur stor mellan olika platser i viken, och vattnet är nästan alltid varmare vid kusten än ute i det öppna havet. Till exempel är vattnet kring La Paz runt 18-20 °C under vintern medan vattnet kring Puerto Peñasco är 15-17 °C.
Ibland kan den norra delen av viken uppleva särskilt kalla vintrar, då vattentemperaturen kan falla ner till 8 °C, vilket kan leda till massdöd av alger och plankton.
| Jan   | Feb   | Mar   | Apr   | May   | Jun   | Jul   | Aug   | Sep   | Oct   | Nov   | Dec   |
| ----- | ----- | ----- | ----- | ----- | ----- | ----- | ----- | ----- | ----- | ----- | ----- |
| 17 °C | 16 °C | 17 °C | 19 °C | 21 °C | 23 °C | 26 °C | 28 °C | 28 °C | 26 °C | 23 °C | 19 °C |

| Jan   | Feb   | Mar   | Apr   | May   | Jun   | Jul   | Aug   | Sep   | Oct   | Nov   | Dec   |
| ----- | ----- | ----- | ----- | ----- | ----- | ----- | ----- | ----- | ----- | ----- | ----- |
| 19 °C | 19 °C | 21 °C | 23 °C | 25 °C | 27 °C | 28 °C | 30 °C | 28 °C | 27 °C | 24 °C | 21 °C |

| Jan   | Feb   | Mar   | Apr   | May   | Jun   | Jul   | Aug   | Sep   | Oct   | Nov   | Dec   |
| ----- | ----- | ----- | ----- | ----- | ----- | ----- | ----- | ----- | ----- | ----- | ----- |
| 20 °C | 19 °C | 19 °C | 19 °C | 20 °C | 21 °C | 24 °C | 26 °C | 26 °C | 26 °C | 24 °C | 22 °C |